# Acidogroove
Acidogroove é uma banda de indie rock formada no ano de 2006 em Uberaba, Minas Gerais.

## História
Em 2001, Fred Pinheiro e Cláudio Neto iniciaram seus trabalhos musicais em conjunto, em um projeto de Blues chamado "Cachaço Véio", tocando covers de artistas nacionais e internacionais. Em 2003, após participarem da banda "Ganga Zumba" (hoje banda Uganga, liderada pelo ex-baterista do Sarcófago Manu Joker) e outros pequenos projetos, sentiram a necessidade de criar um som próprio e mais brasileiro. Com isso, convidaram o baterista Guilherme Boscolo e formaram o projeto Acidogroove, onde usaram de laboratório para suas experiências musicais. Esse projeto estendeu-se até 2006, rendendo um EP intitulado "O Circo Mecânico".
Em 2006, Fred e Cláudio convidam Guilherme Brasil para a guitarra e Fábio Meirelles na bateria, o projeto antes chamado agora é uma banda que começava a tomar corpo e a chamar atenção na cena musical mineira. Sentindo necessidade de inserir outro instrumento de harmonia na banda, Fred convida para o teclado e escaleta, Fredi Baptista. A banda decide gravar e lançar um EP com três músicas inéditas e autorais. Intitulado Acidogroove, o EP entra na lista de Lançamentos do Ano de 2006 para o Senhor F Virtual, um dos principais sites especializados em música independente no Brasil e premiado entre os 10 Melhores Singles & Demos Independentes de 2006 do portal Senhor F.
Em 2007, foi a vencedora do Prêmio Toddy de música Independente (antigo Prêmio Dynamite) e maior premiação dentro do cenário da música independente) na categoria “Revelação”. Nessa época, a banda foi elogiada pela crítica especializada por produzir, ipsis litteris, "uma música densa, com qualidade instrumental, letras inteligentes e ótimos vocais". No site Trama Virtual a banda ficou em segundo lugar na categoria “Destaque” e no final do mesmo ano, ficou entre os 14 nomes na lista das bandas que mais chamaram a atenção da equipe Trama Virtual, representando Minas Gerais no mapa das bandas independentes no Jornal da Gazeta e tocando nos maiores festivais de música independente do país. Neste ano Fredi Baptista sai da banda.
No ano de 2008 participou da coletânea do Álbum Branco dos Beatles, organizado por Marcelo Froes; artistas como Pato Fu, Erasmo Carlos, Zé Ramalho, também participam do trabalho que foi lançado em duas etapas. Porém, no fim do mesmo ano, a banda iniciava problemas entre os integrantes. Cláudio Neto, um dos fundadores, saiu, dando lugar a Fabiano Morais. No mesmo ano, gravam o CD Talvez Hoje Eu Tope Um Plural, que por diversos problemas e indecisões internas, não sai da mixagem. No fim de 2009, Fábio Meirelles, depois de muitas idas e voltas, também anunciou sua saída da banda. Nesse período, a banda continua com os shows, tocando com alguns bateristas, sem que nenhum se fixasse.
Em 2010, Guilherme Brasil deixa a banda e Fred Pinheiro, único remanescente da formação original, decide começar tudo de novo. Fabiano Morais sai junto com Guilherme e a banda fica inativa por alguns meses. No meio do mesmo ano, Fred convida seu parceiro musical Cláudio Neto de volta e retomam os trabalhos, mantendo a  sonoridade originalmente pensada por eles, 6 anos atrás. Convidam Gabriel Mendes, que juntamente com Fred passam alguns meses arranjando as músicas e Leonardo Kopa, ex-"Pastilhas Polegarinas", para a bateria. Com pouco mais de um mês de adaptação e ensaios, a banda volta no Festival Novas Tendências, apresentando uma nova sonoridade em relação as antigas formações. A banda volta à ativa e à estrada.
Em 2011, lançam seu segundo EP, "Acidogroove - Edição Paulista", fazem dois shows em São Paulo e recebem boas críticas da imprensa, sendo citados na Guitar Player e em portais de música independente. Após participar de festivais e eventos, abrindo shows para bandas como Vanguart e Cachorro Grande, lançaram em julho de 2011 seu primeiro álbum de estúdio, "Talvez hoje eu tope um plural", em um grande show com a participação de Érika Martins, ex-vocalista da banda Penélope, cantando junto com a banda a música "Plural dos Dobrados", presente no disco lançado.
Após circularem por diversos festivais por todo Brasil, e passagens pelos programas Trama (gravadora) e Showlivre, a banda (agora um trio, devido a saída de Gabriel no fim de 2012) lançou em 2016 seu segundo álbum de estúdio de título homônimo "Acidogroove".
Em 2017 em suas redes sociais, a banda anunciou o fim de suas atividades.

## Influências
O Acidogroove sofre influências do cotidiano urbano, dialogando com a simplicidade peculiar e diferenciada do bom rock. Estilos como MPB, Folk, Rock Clássico e Indie Rock são alguns dos exemplos. Bandas como Los Hermanos, Vanguart e Gram possuem certas similaridades com o som, bem como R.E.M e Weezer.

## Integrantes
- Fred Pinheiro (vocal, guitarra)
- Cláudio Neto (baixo)
- Leonardo Kopa (bateria)

## Discografia

### Álbuns de estúdio
- 2011 - Talvez hoje eu tope um plural
- 2016- Acidogroove

### EPs
- 2004 - O Circo Mecânico
- 2006 - Acidogroove
- 2010 - Lampejo